# .local
.local es un pseudodominio de nivel superior usado por el protocolo de red mDNS para descubrir los clientes en la misma.
Esto también es conocido en el mundo de Microsoft Windows como el Active Directory o Directorio Activo, que gestiona el DNS de una red corporativa interna.
Si un computador funciona con Mac OS X y este no ha sido asignado una dirección IP por el servidor de DNS este hará que se identifique por sí mismo como hostname.local. El nombre del cliente ejecutando Mac OS puede ser mostrado y cambiado en Compartir desde el Panel de Control.
El problema de resolución de nombres puede surgir si Bonjour y/o Multicast-DNS es usado conjuntamente con el DNS de una red que cuenta con un dominio .local, y por lo tanto .localhost, .lan o .test pueden ser usadas como una alternativa a .local